# Gary Neal
Gary Neal (Baltimora, 3 ottobre 1984) è un ex cestista statunitense, di ruolo guardia, professionista in NBA e in Europa.

## Carriera

### Europa (2007-2010)
L'esperienza cestistica di Neal iniziò con le squadre universitarie di La Salle e Towson. Nel 2007, dopo non essere stato scelto al Draft, passò in Turchia, al Pinar Karsiyaka. Nel gennaio 2008 passò al FC Barcellona nella squadra guidata da Duško Ivanović, con cui giocò in Eurolega e Liga ACB.
Nella stagione 2008-09 venne ingaggiato dalla Benetton Pallacanestro Treviso. Rimase nel club italiano fino al 6 aprile 2010, giorno in cui si tornò a giocare in Spagna ma questa volta nelle file dell'Unicaja Málaga.

### Il salto in NBA: San Antonio Spurs (2010-2013)

#### Stagione 2010-11
Finita la sua esperienza in Europa il 23 luglio 2010 decise di accettare la sfida giocando in NBA con i San Antonio Spurs con cui firmò un contratto triennale e dopo averci disputato la Summer League 2010. Il primo anno Neal con gli Spurs disputò 80 partite (su 82 totali), svolgendo il ruolo di riserva di Emanuel Ginóbili tenendo di media 9,8 punti a partita, il 41,9% da tre punti e il 45,1% di tiri dal campo. Alla fine della stagione Neal venne inserito nell'All-Rookie First Team.

#### Stagione 2011-12
Il secondo anno invece fu la riserva oltre che di Manu Ginóbili anche di Danny Green. Durante la stagione venne assegnato in D-League agli Austin Toros (franchigia affiliata ai San Antonio Spurs), con cui tuttavia non giocò in quanto venne immediatamente richiamato dagli speroni. Nonostante lui fosse indietro nelle gerarchie tenne la stessa media da tre punti dell'anno precedente e anche se le percentuali dal campo diminuirono di poco (di media Neal ebbe il 43,6%) e riuscì comunque a trovare molto spazio giocando 56 partite su 66 totali (in quell'anno si giocarono 16 partite in meno a causa del Lockout). Nei play-off Neal giocò tutte le 14 partite dei texani che dopo aver eliminato agevolmente per 4-0 gli Utah Jazz e i Los Angeles Clippers vennero eliminati in finale di Conference per 4-2 dagli Oklahoma City Thunder. Nei play-off Neal di media tenne 7,5 punti col 47,6% dal campo e il 44,4% da tre punti.

#### Stagione 2012-13: la sconfitta alle NBA Finals
Nella terza stagione a San Antonio Neal, nonostante abbia sempre davanti a sé Ginóbili e Green nelle gerarchie, trovò comunque molto spazio disputando 68 partite, di cui 17 da titolare. L'11 dicembre 2012 realizzò il suo career-high di punti segnandone 29 nella gara vinta all'overtime per 134-126 in trasferta contro gli Houston Rockets, in cui mise a referto anche il proprio career-high di tiri da 3 segnati mettendone a segno 7, e risultò essere il miglior realizzatore della sua squadra. Di media tenne 9,5 punti col 41,2% dal campo seppur con un netto calo nelle percentuali da 3 punti in cui tenne di media il 35,5% rispetto al 41,9% delle stagioni precedenti con gli speroni.

Nei play-off, esattamente come l'anno precedente Neal disputò tutte le partite degli speroni, che in questo caso ne giocarono 21 (ossia 7 in più dell'anno passato) migliorando il loro risultato rispetto alla stagione precedente in cui si fermarono alle finali di Conference; in questo caso gli Spurs, dopo aver eliminato in ordine i Los Angeles Lakers (4-0), i Golden State Warriors (4-2) e i Memphis Grizzlies (4-0) arriverono a giocare le NBA Finals contro i Miami Heat di LeBron James, Dwyane Wade e Chris Bosh. Nonostante i pronostici fossero tutti a favore degli Heat, gli Spurs diedero vita a una serie molto combattuta arrivando fino a gara-7 (Neal giocò tutte e 7 le gare) in cui gli Heat prevalsero sugli speroni col punteggio di 95-88, laureandosi così campioni NBA per la terza volta nella loro storia. In tutto questo Neal si rese protagonista il 12 Giugno 2013 in gara-3 segnando 24 punti, con il 9-17 dal campo e il 6-10 da 3 punti, contribuendo alla schiacciante vittoria degli Spurs per 113-77.

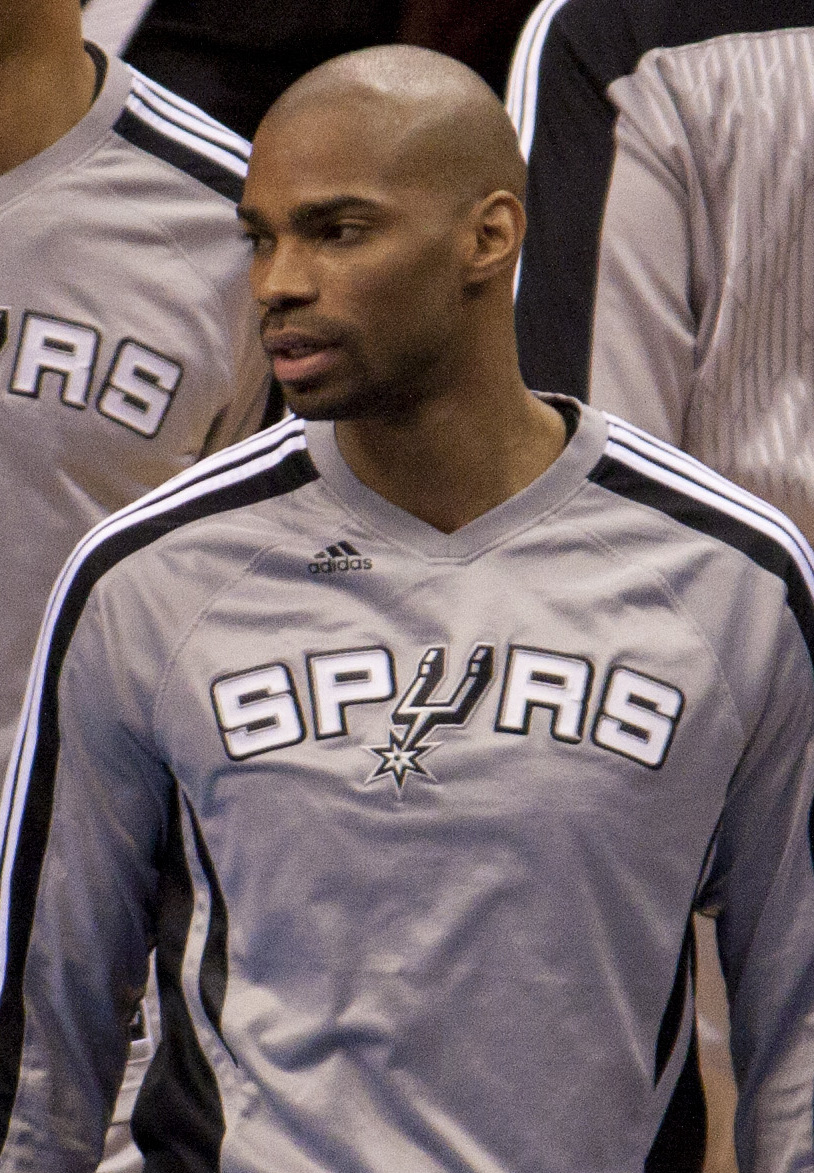
Gary Neal con la canotta dei San Antonio Spurs

### Milwaukee Bucks (2013-2014)
Dopo tre stagioni in continua ascesa, decide di monetizzare e sondare il mercato alla ricerca di un contratto più remunerativo. Il 30 Luglio 2013 firmò un contratto biennale da 6 milioni e mezzo di dollari con i Milwaukee Bucks.

### Charlotte Bobcats / Hornets (2014-2015)
Il 19 febbraio 2014 i Bucks lo cedettero via trade insieme a Luke Ridnour agli Charlotte Bobcats in cambio di Ramon Sessions e Jeff Adrien. Ai Bobcats, esattamente come ai Bucks, Neal ebbe il ruolo di riserva e partì titolare solamente 1 volta. Alla fine della stagione la franchigia della Carolina del Nord arrivò sorprendentemente settima a est, qualificandosi così ai playoffs dopo 4 anni di assenza. Nei play-off Neal riaffrontò i Miami Heat contro cui perse la possibilità di vincere l'anello la stagione passata. Tuttavia, come prevedibile, nella serie prevalse il maggior tasso tecnico degli Heat che eliminarono i Bobcats con uno schiacciante 4-0.
Alla fine della stagione la franchigia cambiò il proprio nome da Charlotte Bobcats a Charlotte Hornets.
Il 13 dicembre 2014 mise a segno 25 punti nella gara persa in trasferta contro i Memphis Grizzlies per 113-107 a seguito di un doppio overtime.

### Minnesota Timberwolves (2015)
L'11 febbraio 2015 venne ceduto via trade dagli Charlotte Hornets ai Minnesota Timberwolves insieme a una seconda scelta al Draft NBA 2019 (proveniente dai Miami Heat); agli Hornets andarono in cambio Mo Williams, Troy Daniels e una somma di denaro. Il 23 Marzo 2015 nella gara contro la sua ex-squadra, ovvero gli Charlotte Hornets (persa in casa dai T'Wolves per 109-98), subì un infortunio che lo costrinse a chiudere anticipatamente la stagione. Ciònonostante in 11 partite con i lupi Neal viaggiò a 11,8 punti di media in 11 partite (di cui solo 1 da titolare). Alla fine della stagione i Timberwolves decisero di non rinnovare il suo contratto.

### Washington Wizards (2015-2016)
Il 10 luglio 2015 si accasò da free agent agli Washington Wizards con cui firmò un contratto annuale da 2,1 milioni di dollari. Dopo aver giocato 40 partite (di cui una da titolare) tenendo un'ottima media di 9,8 punti in uscita dalla panchina, pur essendo dietro a Bradley Beal e Garrett Temple nelle gerarchie, subì tanti infortuni (come quasi tutto il resto della squadra e il compagno di reparto Bradley Beal), il 10 Marzo 2016 venne tagliato dalla squadra capitolina che lo rimpiazzò con il free agent Marcus Thornton (che era stato tagliato poche settimane prima dagli Houston Rockets).

### Parentesi in D-League e ad Atlanta (2016-2017)

#### Westchester Knicks (2016-2017)
Il 17 dicembre 2016 firmò da free agent con i Westchester Knicks, franchigia della D-League. Fece il suo debutto con i Knicks (oltre che in D-League) il 27 dicembre 2016 nella gara persa per 118-114 contro i Long Island Nets, in cui mise a referto 4 punti, 1 rimbalzo e 1 palla rubata in 26 minuti partendo dalla panchina. Tornò così a giocare una gara ufficiale (seppur in una lega diversa) a 9 mesi di distanza dall'ultima volta.

#### Texas Legends (2017)
Il 3 gennaio 2017 venne ceduto via trade ai Texas Legends in cambio di una futura terza scelta.

#### Atlanta Hawks (2017)
Il 19 gennaio 2017 tornò a giocare in NBA firmando un contratto di 10 giorni con gli Atlanta Hawks. Agli Hawks ritrovò Mike Budenholzer (ovvero l'allenatore degli Atlanta Hawks), assistente allenatore di Gregg Popovich ai San Antonio Spurs, Tiago Splitter, suo compagno di squadra agli Spurs, e Kris Humphries, suo compagno di squadra gli Washington Wizards. Dopo aver disputato solo 2 partite, il 29 gennaio 2017 i falchi decisero di non rinnovare il suo contratto.

### Ritorno in Europa (2017-)
Il 23 settembre 2017 tornò dopo 7 anni tra NBA e D-League a giocare in Europa (oltre che in Spagna) firmando per il Zaragoza 2002. Le sue ottime prestazioni gli valsero il premio di giocatore del mese a novembre e ad aprile.
Il 14 dicembre 2018 firmò con il Bandırma Banvit, squadra turca che milita in BSL.

## Statistiche

### College
| Anno      | Squadra            | PG  | PT | MP   | TC%  | 3P%  | TL%  | RP  | AP  | PRP | SP  | PP   |
| --------- | ------------------ | --- | -- | ---- | ---- | ---- | ---- | --- | --- | --- | --- | ---- |
| 2002-2003 | La Salle Explorers | 29  | 22 | 32,1 | 40,0 | 37,4 | 81,7 | 4,2 | 1,6 | 0,6 | 0,0 | 18,6 |
| 2003-2004 | La Salle Explorers | 28  | 24 | 32,8 | 41,2 | 33,9 | 84,7 | 3,2 | 2,4 | 1,3 | 0,0 | 17,9 |
| 2005-2006 | Towson Tigers      | 17  | 14 | 35,3 | 44,5 | 40,5 | 80,3 | 3,9 | 2,9 | 1,8 | 0,2 | 26,1 |
| 2006-2007 | Towson Tigers      | 32  | 32 | 36,5 | 44,6 | 33,5 | 83,6 | 4,2 | 3,5 | 1,4 | 0,2 | 25,3 |
| Carriera  | Carriera           | 106 | 92 | 34,1 | 42,7 | 35,9 | 82,7 | 3,9 | 2,6 | 1,2 | 0,1 | 21,7 |

### NBA

#### Regular Season
| Anno      | Squadra            | PG  | PT | MP   | TC%  | 3P%  | TL%  | RP  | AP  | PRP | SP  | PP   |
| --------- | ------------------ | --- | -- | ---- | ---- | ---- | ---- | --- | --- | --- | --- | ---- |
| 2010-2011 | San Antonio Spurs  | 80  | 1  | 21,1 | 45,1 | 41,9 | 80,8 | 2,5 | 1,2 | 0,3 | 0,1 | 9,8  |
| 2011-2012 | San Antonio Spurs  | 56  | 7  | 21,5 | 43,6 | 41,9 | 78,1 | 2,1 | 2,1 | 0,5 | 0,0 | 9,9  |
| 2012-2013 | San Antonio Spurs  | 68  | 17 | 21,8 | 41,2 | 35,5 | 86,5 | 2,1 | 1,9 | 0,4 | 0,0 | 9,5  |
| 2013-2014 | Milwaukee Bucks    | 30  | 2  | 20,2 | 39,0 | 36,0 | 83,3 | 1,7 | 1,5 | 0,2 | 0,0 | 10,0 |
| 2013-2014 | Charlotte Bobcats  | 22  | 1  | 23,0 | 43,8 | 40,6 | 96,1 | 1,8 | 1,7 | 0,5 | 0,0 | 11,2 |
| 2014-2015 | Charlotte Hornets  | 43  | 0  | 21,7 | 35,9 | 29,3 | 86,3 | 2,2 | 1,9 | 0,4 | 0,0 | 9,6  |
| 2014-2015 | Minnesota T'wolves | 11  | 1  | 23,8 | 42,9 | 35,5 | 87,9 | 3,2 | 1,8 | 0,6 | 0,0 | 11,8 |
| 2015-2016 | Wash. Wizards      | 40  | 2  | 20,2 | 46,5 | 41,0 | 85,5 | 2,1 | 1,2 | 0,5 | 0,0 | 9,8  |
| 2016-2017 | Atlanta Hawks      | 2   | 0  | 9,0  | 0,0  | 0,0  | 100  | 0,5 | 0,5 | 0,0 | 0,0 | 2,0  |
| Carriera  | Carriera           | 350 | 51 | 21,3 | 42,2 | 38,2 | 85,0 | 2,2 | 1,6 | 0,4 | 0,0 | 9,9  |

#### Playoffs
| Anno     | Squadra           | PG | PT | MP   | TC%  | 3P%  | TL%  | RP  | AP  | PRP | SP  | PP   |
| -------- | ----------------- | -- | -- | ---- | ---- | ---- | ---- | --- | --- | --- | --- | ---- |
| 2011     | San Antonio Spurs | 6  | 0  | 18,5 | 37,0 | 26,3 | 100  | 3,0 | 0,8 | 0,2 | 0,2 | 7,7  |
| 2012     | San Antonio Spurs | 14 | 0  | 15,5 | 47,6 | 44,4 | 84,6 | 1,3 | 1,4 | 0,1 | 0,0 | 7,5  |
| 2013     | San Antonio Spurs | 21 | 0  | 18,6 | 38,5 | 34,8 | 100  | 2,1 | 0,7 | 0,1 | 0,0 | 6,8  |
| 2014     | Charlotte Bobcats | 4  | 0  | 26,0 | 35,3 | 22,2 | 71,4 | 2,0 | 1,0 | 0,0 | 0,0 | 11,3 |
| Carriera | Carriera          | 45 | 0  | 18,3 | 40,1 | 34,5 | 90,7 | 2,0 | 1,0 | 0,1 | 0,0 | 7,5  |

## Palmarès

### Individuale
- All-ULEB Eurocup Second Team: 1

Pall. Treviso: 2008-09
- NBA All-Rookie First Team: 1

San Antonio Spurs: 2010-11